# Bombus bimaculatus
Bombus bimaculatus (saknar svenskt namn) är en insekt i överfamiljen bin (Apoidea) och släktet humlor (Bombus) som lever i USA och Kanada.

## Beskrivning
Huvudet har gul päls på hjässan och hos hanen även på kinderna, i övrigt svart. Mellankroppen är gulhårig med en liten, svart, hårlös area i mitten (som dock kan vara blandat gul- och svartpälsad eller, hos hanarna, helt saknas. Hos honorna (drottning och arbetare) är första tergiten och mittpartiet av den tredje gula, i övrigt är bakkroppen svart. Hanarna har första och en stor del av (ibland hela) andra tergiten gula; det förekommer även att tergit 4 till 5 är gulhåriga. Kroppslängden varierar mellan 17 och 22 mm hos drottningen, 11 till 16 mm hos arbetarna och 13 till 15 mm hos hanen.

## Ekologi
Humlan lever ofta i skogbevuxna habitat, men även i jordbruksbygder eller rent urbana miljöer som parker och trädgårdar. Den är polylektisk, det vill säga en generalist som besöker blommande växter från många olika familjer och släkten, exempelvis korgblommiga växter (som tistlar och gullrissläktet), johannesörtsväxter (som johannesörtssläktet), ärtväxter (som sötväpplingar, klöversläktet och vickrar), rosväxter (som rossläktet, plommonsläktet och hallonsläktet), klockväxter (som blåklockor), kaprifolväxter (som tryar), malvaväxter (som lindar), ljungväxter (som odonsläktet och rododendronsläktet) samt kransblommiga växter.
Drottningen är aktiv mellan april och oktober, arbetarna mellan maj och augusti, samt hanarna mellan juni och oktober; i norra Florida börjar arten flyga redan i februari..
Boet byggs vanligen underjordiskt i övergivna gnagarbon och liknande, men också ovan jord, gärna i grästuvor, stenrösen eller i  något lämpligt, existerande utrymme som ihåliga träd eller gamla fågelbon. Hanarna är patrullerare, de flyger runt i bestämda banor för att locka till sig parningsvilliga honor med hjälp av feromoner.

## Utbredning
Bombus bimaculatus finns från sydöstra Kanada till östra USA. I Kanada finns arten i Manitoba, Ontario och Québec, medan den i USA finns i ett område med nordgränsen från North Dakota och South Dakota i nordost till New England i nordväst, och sydgränsen från östra Oklahoma, västra Arkansas över Missouri, Tennessee, Mississippi och Alabama till Georgia och norra Florida.

## Status
Populationen är stabil, och Internationella naturvårdsunionen (IUCN) anger inga hot mot arten utan listar den som livskraftig (LC).